# Daceton armigerum
Daceton armigerum (Latreille, 1802) è una formica della sottofamiglia Myrmicinae. Insieme ad altri generi di Myrmicinae e Ponerinae vengono chiamate formiche trappola.

## Biologia
Hölldobler e Wilson hanno stimato colonie con un numero di operaie compreso tra 5000 e 10000. Le colonie presentano un alto polimorfismo e una ben precisa organizzazione: le operaie piccole nutrono la prole, mentre quelle grandi cacciano, smembrano le prede e difendono il nido.

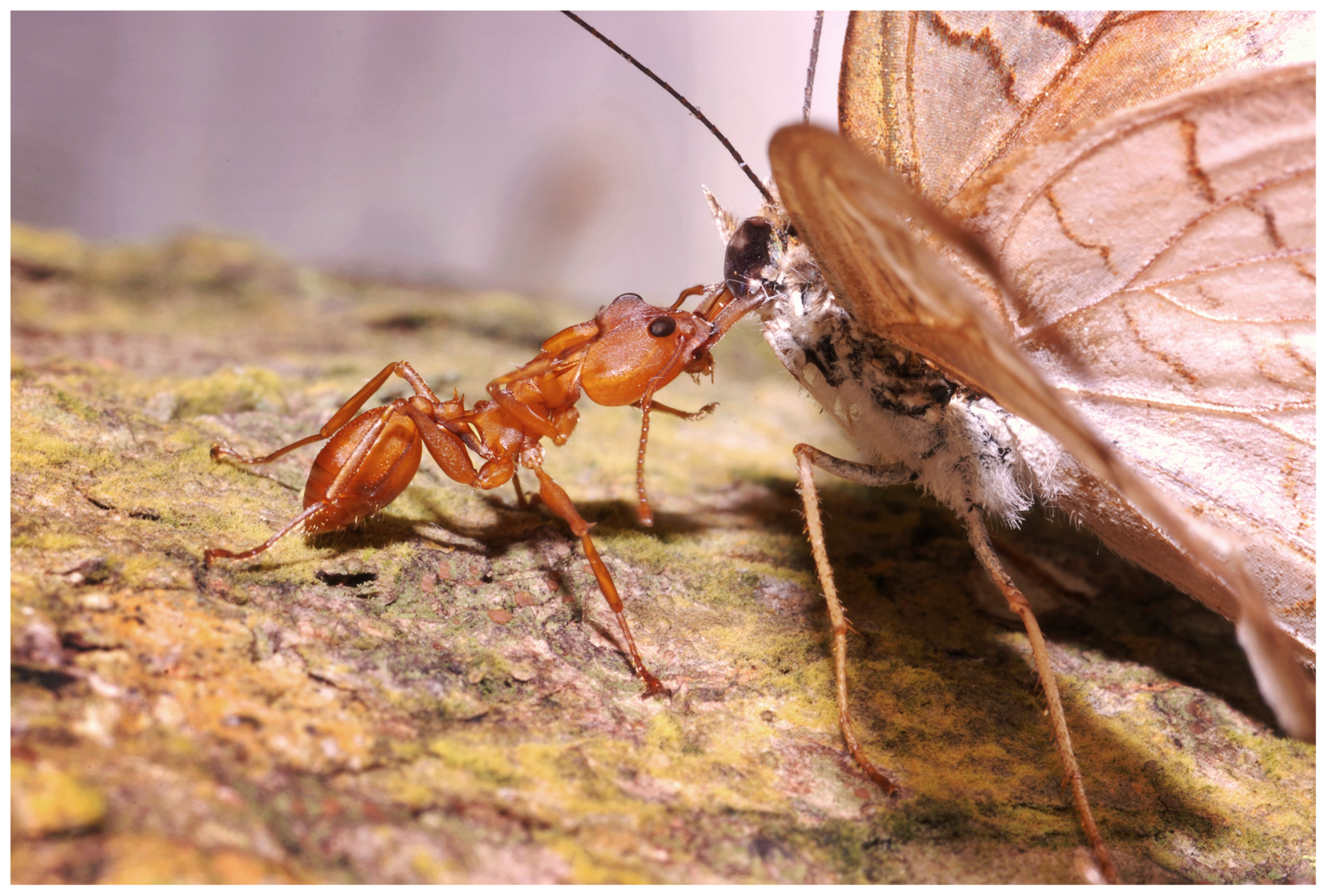
Daceton armigerum che sta predando una farfalla

## Distribuzione e habitat
La specie è diffusa in Bolivia, Brasile, Colombia, Ecuador, Guyana francese, Guyana, Perù, Suriname, Trinidad e Venezuela.
Si trova in foreste allagate e terra ferma, inoltre forma colonie nelle cavità dei tronchi create da altri insetti.